# الزی کریسلر سگار
الزی کریسلر سگار (۸ دسامبر ۱۸۹۴–۱۳ اکتبر ۱۹۳۸) (به انگلیسی: Elzie Crisler Segar) کارتونیست آمریکایی بود. بیشتر شهرت این کارتونیست برای آفرینش پاپای است (در ایران با نام ملوان زبل شناخته می‌شود) که برای نخستین بار در سال ۱۹۲۹ میلادی به صورت کمیک استریپ در نشریات به چاپ رسید.

## آغاز زندگی
سگار زاده ۸ دسامبر ۱۸۹۴ است و در چستر ، ایلینویز ، شهری کوچک در نزدیکی رودخانه می‌سی‌سی‌پی بزرگ شد. سگار یهودی بود. پسر یک خدمتکار، نخستین تجربه‌های شغلی او شامل کمک به پدرش در نقاشی خانه و چسباندن کاغذ دیواری بود. او در نواختن درام مهارت داشت و همراهی موسیقیایی با فیلم‌ها و کارهای وودویل در تئاتر محلی را نیز انجام می‌داد ، جایی که سرانجام در خانه اپرای چستر ، کار پیش‌بینی فیلم در خانه اپرای چستر به او اعطا شد. در سن ۱۸ سالگی ، او تصمیم گرفت که کاریکاتوریست شود. او یک دوره مکاتبات در زمینه کاریکاتور را از WL Evans از کلیولند ، اوهایو گذراند. وی می‌گفت که پس از کار او در نیمه‌شب چراغ نفتی را روشن می‌کرد و تا ۳ صبح کار می‌کرد.

## کار اولیه
سگار به شیکاگو رفت و در آنجا با ریچارد اف. اوکاکو ، خالق بچه های زرد وبوستر براون آشنا شد . Outcault او را تشویق کرد و او را در شیکاگو هرالدمعرفی کرد. در ۱۲ مارس ۱۹۱۶ ، هرالد اولین کمیک سگار ، طنزهای چارلی چاپلین را منتشر کرد که کمی بیشتر از یک سال اجرا شد. در سال ۱۹۱۷ ، Barry the Boob ایجاد شد. در سال ۱۹۱۸ ، او به شیکاگو عصر آمریکا به ویلیام راندولف هارست نقل مکان کرد ، برای این کار او Looping the Loop را خلق کرد و به عنوان منتقد درام رشته دوم کار کرد. آن سال سگار با میرتل جانسون ازدواج کرد.آنها دو فرزند داشتند. در اکتبر سال ۱۹۱۹ ، سگار سریال جهانی آن سال را پوششداد ، و هشت کارتون را برای صفحات ورزشی ایجاد کرد.
پس از بیماری طولانی مدت ، سگار در اکتبر سال ۱۹۳۸ در سن ۴۳ سالگی بر اثر سرطان خون و بیماری کبد درگذشت.